# Eucereon resina
Eucereon resina är en fjärilsart som beskrevs av Druce 1900. Eucereon resina ingår i släktet Eucereon och familjen björnspinnare. Inga underarter finns listade i Catalogue of Life.